# Io fuori
Io fuori, pubblicato nel 1977, è il ventesimo album in studio della cantante italiana Ornella Vanoni.

## Il disco
La prima edizione del disco esce insieme a Io dentro, in due buste laminate separate ma unite da un poster pieghevole dai toni azzurro/argentei raffigurante una Ornella vestita e truccata da pierrot.
I testi sono composti in gran parte da Giorgio D'Adamo (bassista del complesso dei New Trolls) insieme con Sergio Bardotti, mentre gran parte delle musiche da Gianni Belleno, Vittorio De Scalzi e Ricky Belloni e Giorgio D'Adamo, anche loro componenti dei New Trolls, così come per l'album precedente Io dentro: infatti i due long-playng verranno pubblicati in seguito in un disco doppio.
Alla pubblicazione dei due album seguirà una fortunato tour di Ornella con il complesso dei New Trolls.
Alcuni brani dell'album saranno parte integrante del controverso film Avere vent'anni, uscito nel 1978.
La versione in CD, stampata in pochissime copie dalla Fonit Cetra nel 1989 (CMD 2046), contiene i brani di entrambi gli album. Quasi tutte le copie in circolazione mostrano segni di ossidazione del supporto e disturbano l'ascolto delle ultime 4 tracce.
Per il mercato spagnolo si decise di pubblicare un disco singolo, con una selezione dei due long-playng e la versione tradotta di "Domani no", "Mañana no". La copertina, del tutto differente, presenta una foto dell'artista.
Per la promozione televisiva "Domani no" venne presentata nel corso di Domenica In 1978 e "Noi" all'interno di "Ma che sera". In entrambe le ospitate Ornella Vanoni venne accompagnata dal complesso dei New Trolls.
Alcuni dei brani vennero eseguiti dal vivo nel corso del programma "Due come noi", condotto dalla Vanoni con Pino Caruso.

## Tracce
1. Domani no - 4:16 - (Sergio Bardotti- Picciotta - Dario Farina)
2. Mi piace far l'amore al pomeriggio - 3:36 - (D'Adamo - Sergio Bardotti-Gianni Belleno- Belloni - De Scalzi))
3. Noi - 3:32 - (D'Adamo - Sergio Bardotti- Gianni Belleno - Belloni - De Scalzi)
4. Prendimi, toccami - 3:23 - (D'Adamo - Sergio Bardotti- Gianni Belleno - Belloni - De Scalzi)
5. Hello - 3:37 - (D'Adamo - Sergio Bardotti-Gianni Belleno- Belloni - De Scalzi)</)
6. Ti voglio - 5:50 - (D'Adamo - Sergio Bardotti- Gianni Belleno - Belloni - De Scalzi)
7. Stasera ci credo - 3:51 - (Alessandro Bencini - Riccardo Del Turco)
8. Ricordare, sognare, cantare ancora - 4:03 - (D'Adamo - Sergio Bardotti-Gianni Belleno- Belloni - De Scalzi)</)
9. Cosa sei per me - 3:58 - (D'Adamo - Sergio Bardotti- Gianni Belleno - Belloni - De Scalzi)

## Formazione
- Ornella Vanoni – voce
- Gianni Belleno – batteria, cori, percussioni
- Vittorio De Scalzi – basso, cori, armonica, tastiera
- Ricky Belloni – chitarra, cori
- Giorgio D'Adamo – basso
- Toto Torquati – tastiera
- Giorgio Baiocco – sax
- Nico Di Palo – cori